# آغ‌بولاق، جلیل‌آباد
آغ‌بولاق (به ترکی آذربایجانی: Ağbulaq) یک منطقه مسکونی در جمهوری آذربایجان است که در شهرستان جلیل‌آباد واقع شده است. آغ‌بولاق ۸۱ نفر جمعیت دارد.